# チャドの国章
チャドの国章（チャドのこくしょう）は、1970年に制定された。シールドの中央には、波状のブルーライン、そして太陽がシールドの上に昇っている。シールドはヤギとライオンによって支えられており、シールドの下のリボンには国の標語(Unité Travail Progrès)が書かれている。これはフランス語で「統一 労働 進歩」を意味する。
シールドに描かれる波線はチャド湖を表し、その上に昇る太陽は“新たな始まり”を表す。 左のヤギは国の北部を表し、南部はライオンによって表されている。 シールドの下部にぶら下がるのは、チャドの勲章である。